# Algar do Bom Santo
O Algar do Bom Santo, é uma necrópole neolítica descoberta em 1993, na Serra de Montejunto, próximo do lugar do Bom Santo, na vertente leste da serra, na freguesia de Abrigada, concelho de Alenquer.
No Algar do Bom Santo centenas de pessoas foram sepultadas. Os artefactos encontrados no lugar e as características das deposições funerárias sugeriam o Neolítico Final como a época de criação deste conjunto funerário. As datações de radiocarbono vieram confirmar esta hipótese, colocando a cronologia do sítio nos meados do quarto milénio a.C.. A AESDA, o extinto Departamento de Arqueologia do Instituto Português do Património Arquitectónico e Arqueológico fez uma intervenção arqueológica de seis meses, efectuada de Junho a Novembro de 1994.
Encontra-se atualmente depositado no Museu Nacional de Arqueologia.